# Теорија социјалног учења
Теорија социјалног учења jе теорија процеса учења и социјалног понашања према којој се нова понашања могу стећи посматрањем и опонашањем других. Теорија тврди да је учење когнитивни процес који се одвија у социјалном контексту, а до којег може доћи просто путем посматрања или директне инструкције, чак и уз одсуство понављања или директног поткрепљивања. Поред посматрања понашања, учење се догађа и кроз посматрање додељивања награда и казни, а овај поступак познат је као викаријско поткрепљење. Уколико се одређено понашање редовно награђује, оно ће најверојатније потрајати; обрнуто, ако се одређено понашање непрестано кажњава, оно ће најверојатније избледети. Ова теорија унапредила је традиционалне теорије понашања, према којима понашање зависи првенствено од спољашњих поткрепљења, и за разлику од њих наглашава унутрашње процесе у појединцу.

## Историја и теоријска подлога
Четрдесетих година Б. Ф. Скинер одржао је низ предавања о вербалном понашању, потенцирајући емпиријскији приступ датој теми, који је у то време био у мањој мери изражен у психологији.  У својим излагањима настојао је да објасни стицање и употребу језика помоћу С-Р (стимулус-реакција) теорија, тврдећи да се вербално понашање у целини темељи на оперантном условљавању. Он је међутим, додао и да неки облици говора настају на основу претходно чутих речи и звукова (ехоични одговор), те да поткрепљење родитеља омогућава да се ти 'ехоични одговори' сведу на разумљив говор. Иако је аутор одбацивао могућност да постоји било какав "инстинкт или способност опонашања",  његова бихејвиористичка теорија ипак је постала основа за каснији настанак теорије социјалног учења.
Отприлике у исто вријеме, Кларк Леонард Хул, амерички психолог и снажан заговорник бихејвиористичких С-Р теорија,  био је на челу Института за људске односе, у оквиру Универзитета у Јејлу. Под његовим менторством су, Н.Е. Милер и Џон Доллард понудили своју реинтерпретацију психоаналитичких хипотеза у светлу С-Р теорије. Своје идеје изнели су и у књизи Теорија социјалног учења, објављеној 1941. године, а у којој тврде да се и човекова личност састоји од, заправо, научених понашања. Ослонац су нашли у Хуловој теорији нагона, према којој нагон представља потребу која стимулише бихејвиорални одговор, највише истичући нагон имитације. Овај нагон, тврди се, широко је распрострањен управо због тога што је подстакнут социјалном интеракцијом.
Џулијан Б. Ротер, професор на државном Универзитету у Охају, објавио је своју књигу Социјално учење и клиничка психологија 1954. године. Његове теорије праве отклон од строгих бихејвиористичких учења, и уместо тога, аутор разматра холистичку интеракцију између појединца и околине. У његовој теорији социјално окружење и индивидуалне карактеристике су фактори који утичу на вероватноћу понашања, а поткрепљивање тих понашања је оно што доводи до њиховог потпуног усвајања, тј. учења. Наглашава такође субјективну природу одговора и разликује различит степен успешности зависно од врсте поткрепљења. Иако његова теорија користи терминологију какву налазимо у бихејвиоризму, можемо је од њега разликовати захваљујући томе што се фокусира на унутрашње функционисање и особине делатника, те је можемо сматрати претечом когнитивних приступа учењу.
Ноам Чомски 1959. године објављује своју критику Скинерове књиге Вербално понашање, која је настала на основу записа његових предавања почетком четрдесетих. У свом прегледу Чомски изјављује да С-Р теорије понашања не могу објаснити процес усвајања језика, и његови аргументи значајно су придонели да се у психологији одигра ткзв. когнитивна револуција. Чомски је тврдио како су "људска бића некако посебно дизајнирана да" разумеју и усвоје језик, приписујући том процесу сасвим специфичан, мада нама непознат, когнитивни механизам.
Под утицајем свега наведеног, Алберт Бандура, који се неретко наводи као формални зачетник теорије социјалног учења, проучава процесе учења који се одвијају унутар међуљудских интеракција, а чије објашњење нису могле до краја да понуде теорије оперантног условљавања. Конкретно, Бандура је тврдио да слабости приступа учењу који умањују утицај социјалних варијабли нису нигде јасније изражене него у начину на који претендују да објасне усвајање новог понашања. Скинерово објашњава стицање нових понашања на основу процеса сукцесивне апроксимације, а који захтева да се жељено понашање вишеструко понављања, да се раздваја на мање компоненте које појединачно треба поткрепљивати, те истиче да је промена настаје поступно. Ротерова теорија, с друге стране, истиче да вероватноћа да се него понашање појави зависи најпре од субјективног очекивања и вредновања поткрепљења. Овај модел претпостављао је да постоји хијерархија постојећих понашања, а која се, према Бандури, не може односити на понашања која још увек нису потпуно научена. Бандура је стога почео спроводити студије брзог усвајања нових понашања, путем социјалног посматрања, од којих су најпознатији експерименти с Бобо луткама.

## Теорија
Теорија социјалног учења интегрисала је бихејвиористичке и когнитивистичке теорије учења како би понудила свеобухватан модел који би могао објаснити широк спектар искуства учења која се јављају у стварном свету. Као што су Бандура и Волтерс првотно истакли 1963. године и детаљније 1977. године, кључна начела теорије социјалног учења су: 
1. Учење није само видљиво понашање; већ когнитивни процес који се одвија у друштвеном контексту.
2. До учења може доћи посматрањем понашања других, као и посматрањем последица њихвог понашања (викаријско поткрепљење).
3. Учење укључује посматрање, извлачење информација из тих посматрања и доношење одлука о извођењу понашања (посматрачко учење или моделовање). Дакле, до учења може доћи и без видљиве промене у понашању.
4. Поткрепљење игра улогу у учењу, али није у потпуности одговорно за учење.
5. Ученик није пасивни прималац информација. Когниција, околина и понашање међусобно утичу једни на друге (узајамни детерминизам).

### Посматрање и директно искуство
Типичне С-Р теорије истичу неопходност директног присуства стимулусу који најављује понашање. Бандура, с друге стране, предлаже скуп механизама учења, уводећи посматрање понашања као једну могућност. Томе додаје и способност моделовања, коју објашњава као средство којим људи "стварне исходе симболично представљају". Ови модели, когнитивно посредовани, омогућују будућим (замишљеним) последицама да имају толико утицаја колико би стварне последице имале у типичној С-Р теорији. Важан фактор у теорији социјалног учења је концепт реципрочног детерминизма. Овај појам каже да, као што на понашање појединца утиче средина, тако и на средину утиче понашање појединца. Другим речима, понашање, средина и особине појединца узајамно утичу једни на друге. Пример за то може бити дете које игра насилне видео игре и које ће вероватно утицати и на своје вршњаке да и они играју, што ће потом још више подстицати дете да се том активношћу бави. 

### Моделовање и одговорни когнитивни процеси
Теорија социјалног учења се у великој мери темељи на концепту моделовања, који је горе описан. Бандура је изнео три типа стимулуса који могу послужити као модел:
1. Модели уживо, где нека особа врши одређено понашање
2. Усмена инструкција, путем које појединац детаљно описује одређено понашање и упућује особу како треба да поступа
3. Симболични модел, у којем се моделовање догађа путем медија, укључујући филмове, телевизију, интернет, књижевност и радио. Овакви стимулуси могу бити стварни или измишљени ликови.

Које ће тачно информације бити извучене из посматрања зависи од врсте модела, као и од низ когнитивних процеса и процеса понашања, укључујући:
- Пажњу - да би могли учити, проматрачи морају присуствовати моделовању понашања. Експерименталне студије [17] откриле су да свест о ономе што се учи и механизми поткрепљивања снажно утичу на исходе учења. На пажњу утичу карактеристике посматрача (нпр. перцепцијске способности, когнитивне способности, узбуђење, прошла изведба) и карактеристике понашања или догађаја (нпр. релевантност, новост, афективна валенција и функционална вредност). На тај начин социјални фактори придоносе пажњи, нпр. престиж различитих модела утиче на релевантност и функционалну вредност понашања које се посматра.

- Задржавање - Да би усвојили посматрано понашање, посматрачи морају бити у стању запамтити карактеристике понашања. Опет, на овај процес утичу обележја оног ко посматра (његове когнитивне способности), али и карактеристике догађаја (сложеност). Бандура описује когнитивне процесе који стоје у основи задржавања као визуалне и вербалне, где се вербални користе у сложенијим ситуацијама.

- Репродукцију - Под репродукцијом, Бандура мисли на имплементацију моделованог понашања. То захтева одређени ступањ когнитивних вештина, а у неким случајевима може захтевати специфичне сензомоторне могућности.[6] Репродукција може бити отежана у случајевима када се понашање подстиче путем самопосматрања (он наводи побољшање у спорту), јер тада може бити тешко прецизно пратити понашање. Такве ситуације могу захтевати помоћ других који би пружили повратне информације о томе шта треба исправити. Новије студије о значају фидбека [18] подржају ову идеју, предлажући да учинковит фидбек, који би служио као помоћ при праћењу и исправљању грешака, побољшава изведбу задатог.

- Мотивацију - Одлука о репродукцији (или суздржавању од репродукције) посматраног понашања зависи од мотивације и очекивања посматрача, укључујући предвиђање последица и унутрашње стандарде. Бандурин опис мотивације такође се, у основи, темељи на срединским, а тиме и социјалним факторима, будући да су мотивацијски фактори вођени функционалном вредношћу различитих понашања у датом окружењу.

### Еволуција и културна интелигенција
Теорија социјалног учења се у последње време примењује и користи не би ли се потврдила теорија културне интелигенције, а која тврди да људи поседују низ специфичних понашања и вештина које им омогућују културну размену информација. Претпоставка је да људи поседују ове особине, јер их је фаворизовала природна селекција, због тога што максимизирају могућности за социјално учење. Теорија се темељи на постојећој социјалној теорији сугеришући да су способности социјалног учења, попут Бандуриних когнитивних процеса потребних за моделовање, у корелацији с другим облицима интелигенције и учења.Експериментални докази показали су да људи чак и више имитирају понашање у поређењу с шимпанзама, што иде у прилог идеји да је селекција за људе одабрала првенствено методе социјалног учења.Неки су академици сугерисали да је наша способност друштвеног и културног учења довела до нашег успеха као врсте.

## Социјално учење у неуронаукама
Недавна истраживања у неуронаукама показају да би ткзв. мирор неурони могли престављати неурофизиолошку основу социјалног и опсервационог учења, моторне и социјалне когниције. Мирор неурони највише се доводе у везу са социјалним учењем код људи. Они су први пут откривени код примата, у студијама у оквиру којих су мајмуне подучавали различитим моторичким задацима (нпр. у једној студији требало је да науче да чекићем отварају орахе): Док би мајмун посматрао извођење радње коју треба да научи, у мозгу би се активирао механизам мирор неурона, и након неколико опсервација би он научио да сам изводи задату активност. Међутим, када примату није пружена прилика за социјално учење, мирор неурони се нису активирали и у тим случајевима није долазило до учења.Сличне студије с људима такође показују да се мирор неурони активирају када се посматра друга особа која обавља физички задатак. Сматра се да је активација ових неурона пресудна за разумевање циљано усмереног понашања и разумевање њихове намере. Иако су претпоставке још увек контроверзне, ови налази пружају увид у могући неуролошки аспект социјалне когниције.

## Примена

### Криминологија
Теорија социјалног учења коришћена је за објашњење настанка и одржавања девијантног понашања, посебно агресије. Криминолози Роналд Акерс и Роберт Бургес интегрисали су принципе теорије социјалног учења и оперантног условљавања са Садерлендовом теоријом диференцијалне асоцијације, како би произвели свеобухватну теорију криминалног понашања. Бургес и Акерс нагласили су да се криминално понашање учи и у социјалној и у несоцијалној ситуацији кроз комбинације директног и викаријског поткрепљења, експлцитних инструкција и посматрања. Вероватноћа излагања одређеним понашањима и природа поткрепљења зависе од групних норми.

### Развојна психологија
У својој књизи Теорије развојне психологије, Патриша Х. Милер наводи морални развој и развој родне улоге као важна подручја истраживања унутар теорије социјалног учења. Теоретичари социјалног учења истичу важност посматраног понашања приликом усвајања ове две вештине. За развој родне улоге, истосполни родитељ пружа само један од многих модела из којих појединац учи о родним улогама. Теорија социјалног учења такође наглашава променљиву природу моралног развоја услед променљивих социјалних околности сваке одлуке: "Поједини фактори за које дете сматра да су важни разликују се од ситуације до ситуације, зависно од тога које су карактеристике ситиације присутне, који су узроци најистакнутији и шта дете когнитивно обрађује. Морално просуђивање укључује сложен процес разматрања и вагања различитих критеријума у датој социјалној ситуацији. "
У оквиру теорије социјалног учења, развој рода у зависи од интеракције бројних социјалних утицаја, укључујући све интеракције с којима се појединац сусреће. Иако теорија признаје значај и биолошких фактори, примат ипак има посматрање понашања које треба научити. Због тога што је друштво прилично родно категоризовано, појединци почињу разликовати људе према полу од својих најранијих дана. Бандурина теорија нуди више од когнитивних фактора у сврху предвиђања родног понашања, за Бандуру мотивацијски фактори и широка мрежа друштвених утицаја одређују јесу ли, када и где изражена родна схватања.

### Менаџмент
Теорија социјалног учења сугерише да награде нису једина сила која ствара мотивацију. Мисли, уверења, морал и повратне информације помажу нам да се мотивишемо. Три друге методе учења, поред директног поткрепљења, су викаријско искуство, вербално убеђивање и физиолошка стања. Моделовање или сценариј у којем видимо нечија понашања и усвајамо их као своја, утиче на процес учења, као и на ментална стања и когнитивне процесе. 

### Насиље у медијима
Начела теорије социјалног учења опсежно су примењена на проучавање насиља у медијима. Акерс и Бургес претпоставили су да примећене или доживљене позитивне награде и недостатак казне за агресивно понашање појачавају агресију. Многе истраживачке студије и мета-анализе откриле су значајне корелације између гледања насилног садржаја и агресије касније у животу, међутим многе нису, а иста је ситуација и са претпостављеном везом између играња насилних видео игара и агресивног понашања.Улога проматрачког учења такође је наведена као нешто што је утицало на пораст различитих система процењивања телевизијских садржаја, филмова и видео игара.

### Стварање друштвених промена помоћу медија
Забавно-образовни програми у облику теленовела или сапуница могу помоћи гледаоцима да науче друштвено жељена понашања на позитиван начин, од модела приказаних у тим програмима. Формат теленовеле омогућује ауторима да укључе различите елементе који могу подстицати жељено понашање. Ти елементи могу укључивати музику, глумце, мелодраму, реквизите или костиме. Забавно образовање је симболично моделовање које може користити три типа модела, односно узора, у свом садржају: 
1. Ликови који подржавају вредности (позитивни узори)
2. Ликови који одбацују вредност (негативни узори)
3. Ликови који сумњају у вредност (неодлучни)[33]

На крају епизоде, један од утицајних ликова сумира симболички приказане образовне идеје.

### Импликације по друптвене промене
Кроз посматрачко учење модел може допринети усвајању нових начина размишљања и понашања. Моделованим емоционалним искуством посматрач показује склоност према људима, местима и предметима. Не свиђа им се оно што модели не воле, а оно до чега је моделима стало им се свиђа. Телевизија помаже допринети да се формира начин на који се поима друштвена стварност. "Медијске репрезентације стичу утицај јер друштвене конструкције стварности људи увелико зависе онога што виде, чују и читају, а не о онога што директно доживљавају".Сваки напор да се промене уверења мора бити усмерен према социокултурним нормама и праксама на нивоу друштвеног система. Пре него што се развије драма, спроводи се опсежно истраживање кроз фокус групе које представљају различите секторе у култури. Учесници се питају који их се проблеми у друштву највише тичу и с којим се препрекама сусрећу, дајући креаторима драме културно релевантне информације да их уврсте у емисију.
Пионир забавно-образовног концепта је Мигел Сабидо, који је 1970-тих радио као креативни писац, продуцент и редитељ за мексички национални телевизијски систем Телевиса(шп. Televisa). Сабидо је провео 8 година радећи на методи која би створила друштвене промене и позната је као Сабидо метода. Као узоре на основу чијих идеја је произвео сопствену теорију о утицају сапуница, наводи Алберта Бандуру, односно његову теорију социјалног учења, драмску теорија Ерика Бентлија,Јунгову теорију архетипова и Маклејнову теорију тројног мозга. Сабидова метода користи се у целом свијету за решавање социјалних проблема попут националне писмености, раста становништва и здравствених проблема попут ХИВ-а.

### Психотерапија
Следећа важна примена теорије социјалног учења односи се на концептуализацију и лечење анксиозних поремећаја. Класични приступ који говори о условљавању анксиозних поремећаја, и који је подстакнуо развој бихејвиоралне терапије  почео је губити своју популарност крајем 1970-их кад су истраживачи почели преиспитивати његове темељне претпоставке. На пример, класични приступ сугерише да се патолошки страх и тескоба развијају директним учењем, међутим, многи људи с анксиозним поремећајима не могу се сетити трауматског догађаја на основу ког је формиран страх.  Теорија социјалног учења унапредила је класичне теорије пружајући додатне механизме, поред класичног условљавања, који би могли објаснити стицање страха. Наводи се, на пример, могућност да дете стекне страх од змија просто посматрајући како члан породице изражава страх као одговор на виђење змије. Алтернативно, дете би могло повезати сопствено искуство са змијом само са могућношћу неугодног угризаб, ез развијања претераног страха, али би касније могло чути од других како змије могу имати смртоносни отров, што би довело до поновне процене опасности, услед чега би се потом створио претеран страх од змија.

### Школска психологија
Различити видови организације наставе и стратегије подучавања ослањају се на принципе социјалног учења како би побољшали стицање и задржавање знања ученика. На пример, користећи технику вођеног учествовања, учитељ изговара фразу и тражи од разреда да понови фразу. Дакле, ученици и опонашају и репродукују учитељеве поступке, подстичући тако задржавање информација. Проширење вођеног учествовања је узајамно учење, у којем и ученици и учитељи деле једнаки удео и одговорност за вођење дискусија. Уз то, учитељи могу обликовати понашање ученика у учионици моделирањем одговарајућег понашања и видљивим награђивањем ученика за добро понашање. Наглашавањем учитељеве улоге као модела и подстицањем ученика да заузму положај проматрача, учитељ ученицима може објаснити знање и праксу побољшавајући исходе учења.